# Unloved
"Unloved" foi o primeiro single do álbum April, terceiro disco do cantor norueguês Espen Lind.

## Composição
A música foi escrita por Espen com seu parceiro de composições Bjørklund. Em uma atmosfera melancólica, o artista discorre sobre a perda da reciprocidade da pessoa amada, invocada no próprio título da canção, que em uma tradução livre para a língua portuguesa seria "Desamado".

## Lançamento
A música marcou o retorno do cantor, após 4 anos sem lançar nenhum single. "Unloved" foi lançada nas rádios nórdicas em 10 de dezembro de 2004, ficando por 6 semanas consecutivas no #1 da VG-Lista, a parada norueguesa. Em 2005, a música ainda permaneceu no chart por mais 13 semanas.
Lind também fez uma performance ao vivo da canção no Spellemannsprisen, conhecido como "o Grammy norueguês". A canção também chegou ao #58 do Top 100 Europeu, apesar de ter sido lançada apenas na Noruega.

## CD Single
- Noruega

1. "Unloved" - 3:56
2. "Hold on To Me" - 4:00

## Ligações Externas
- Unloved - videoclipe